# Желтиков, Павел Георгиевич
Павел Георгиевич Желтиков (1919—1996) — сержант Рабоче-крестьянской Красной Армии, участник Великой Отечественной войны, Герой Советского Союза (1944).

## Биография
Родился 30 июня 1919 года в селе Манаенки (ныне — Арсеньевский район Тульской области). С 1925 года проживал в городе Подольске Московской области, окончил школу фабрично-заводского ученичества при Подольском механическом заводе, после чего работал токарем.
В декабре 1941 года был призван на службу в Рабоче-крестьянскую Красную Армию. С августа 1942 года — на фронтах Великой Отечественной войны. Участвовал в боях в Калужской области, Курской битве, освобождении Белгородской, Харьковской и Полтавской областей. К сентябрю 1943 года гвардии сержант Павел Желтиков командовал отделением разведки дивизиона 247-го гвардейского артиллерийского полка 110-й гвардейской стрелковой дивизии 37-й армии Степного фронта. Отличился во время битвы за Днепр.
В ночь с 29 на 30 сентября 1943 года с рацией и стереотрубой переправился через Днепр в районе села Куцеволовка Онуфриевского района Кировоградской области Украинской ССР и принял активное участие в захвате плацдарма на его западном берегу. Обнаружив вражеские цели, передавал их координаты по рации. Лично участвовал в боях, уничтожил около 20 солдат и офицеров противника. 8-9 сентября участвовал в отражении тридцати немецких контратак. 9 октября был вынужден вызвать огонь на себя, что позволило уничтожить несколько немецких танков и заставить отступить оставшихся в живых атаковавших.
Указом Президиума Верховного Совета СССР «О присвоении звания Героя Советского Союза офицерскому, сержантскому и рядовому составу Красной Армии» от 22 февраля 1944 года за «образцовое выполнение боевых заданий командования при форсировании реки Днепр, развитие боевых успехов на правом берегу реки и проявленные при этом отвагу и геройство» был удостоен высокого звания Героя Советского Союза с вручением ордена Ленина и медали «Золотая Звезда» за номером 2492.
В дальнейшем освобождал Румынию, Венгрию и Чехословакию. После войны участвовал в Параде Победы, нёс знамя 110-й гвардейской стрелковой дивизии. После демобилизации вернулся в Подольск. В 1958 году окончил Подольский индустриальный техникум. Работал на Подольском цементном заводе начальником отдела кадров, затем начальником штаба гражданской обороны. С 1990 года — на пенсии. Скончался 23 марта 1996 года, похоронен на подольском кладбище «Красная Горка».
Был также награждён орденами Отечественной войны 1-й степени, Красной Звезды, Славы 3-й степени, рядом медалей.